# Chromatomyia blackstoniae
Chromatomyia blackstoniae este o specie de muște din genul Chromatomyia, familia Agromyzidae, descrisă de Spencer în anul 1990.
Este endemică în Ireland. Conform Catalogue of Life specia Chromatomyia blackstoniae nu are subspecii cunoscute.